# Histologischer Schnitt
Ein histologischer Schnitt ist eine mit Hilfe eines speziellen Werkzeuges (Mikrotom) abgetrennte sehr dünne Schicht bzw. Scheibe eines organischen Gewebes. Er dient der Analyse unter dem Mikroskop. Solche Schnitte können von durch Gefrieren gehärtetem Gewebe (Schnellschnitt) oder nach Einbettung in Paraffin oder anderen Kunststoff fixiertem Gewebe hergestellt werden; sie werden meist mit speziellen Farbstoffen gefärbt.
Siehe auch: Histologie.